# Араксий
Араксий (лат. Araxius) — римский политический деятель второй половины IV века.
До 353 года Араксий был наместником Палестины. В 353/354 году он, как кажется, занимал должность викария Азии. В 356 году Араксий находился на посту проконсула Константинополя. После восстания Прокопия Араксий по ходатайству своего зятя военного магистра Агилона был назначен им префектом претория. Когда мятеж был подавлен, а Прокопий казнен, Араксий благодаря заступничеству Агилона отделался только лишь ссылкой на остров, откуда однако спустя небольшой промежуток времени сбежал.
Его дочерью была Ветиана.